# Marcelle Pradot
Marcelle Pradot (27 de julho de 1901 - 24 de junho de 1982) foi uma atriz francesa que atuava principalmente em filmes mudos.